# Curupira
Der Curupira ist eine Gestalt aus der Tupi-Guarani-Mythologie der Amazonasregion Brasiliens. Schon 1560 wird er von dem kanarischen Missionar und Jesuiten José de Anchieta erwähnt. Er gilt als Beschützer der Wälder und der wilden Tiere. Der Curupira wird als kleine Gestalt beschrieben, ein Zwerg oder ein Knabe. Daher auch der Name von Guaraní curumim (Knabe) und pira (Körper).
Weitere Merkmale sind flammendrote oder feurige Haare beschrieben und in die verkehrte Richtung weisende Füße, weshalb derjenige, der seiner Spur zu folgen meint, sich von ihm entfernt und derjenige, der ihn zu meiden sucht, ihm umgekehrt in die Arme läuft. Verschiedentlich werden ihm auch grüne oder blaue Zähne, ein behaarter Körper, ein fehlender Anus und ein übergroßer Penis zugeschrieben. Laut Anchieta war er bei den Indianern sehr gefürchtet wegen der manchmal sogar tödlichen Schläge, die er versetzt. Um ihn zu besänftigen, sollen die Indianer auf den Urwaldpfaden Opfergabe deponiert haben.
Er verfolgt und bestraft alle (Jäger, Waldarbeiter usw.), die die Natur nicht achten. Wenn ein Mensch im Wald verschwindet und nicht wieder auftaucht, wird oftmals der Curupira verdächtigt. Weitere Verteidiger der Natur des Amazonas sind der Caipora und der weiße Hirsch Anhangá.

## Rezeption
In dem brasilianischen Film Macunaíma, der auf dem gleichnamigen Roman von Mário de Andrade (1928) basiert, begegnet der Titelheld einem Curupira, als er im Urwald umherirrt. Der Curipira erscheint hier als ein beleibter, weißhäutiger Mann mit roten Haaren und Vollbart, der mit einer Art Blätterschurz bekleidet ist. Er sitzt auf einem Baumstamm, schneidet sich mit einem Messer Fleischstreifen vom Bein und isst sie.
Macunaíma bittet den Curupira um ein Stückchen, worauf der auch für ihn einen Streifen abschneidet. Als Macunaíma es gegessen hat, versucht der Curupira, Macunaíma mit einer List zu fangen, um ihn zu essen und sich sein Beinstück so wieder einzuverleiben, Macunaíma kann aber mit Mühe entkommen.